# DL홀딩스
DL홀딩스(DL Holdings)는 대한민국의 지주 회사이다. 
2021년 1월 1일을 분할 기일로 하여 대림산업을 DL홀딩스, DL이앤씨, DL케미칼 등으로 기업분할을 진행하였으며, 그 중에서 DL홀딩스는 존속법인이다.

## 지배구조 - 주주구성
| 주주명          | 지분율 |
| 주식회사대림 外 | 49.00% |
| 국민연금        | 11.90% |

## 지주사 체제로의 전환
2020년 12월 4일 대림산업 임시 주주총회에서 기업분할 안이 통과되면서 지주회사 체제로 전환한다. 2021년 1월 1일 지주회사 DL홀딩스(DL Holdings)와 건설업을 담당하는 DL이앤씨(DL E&C), 석유화학회사 DL케미칼이 출범한다.

## 대림산업의 분할
대림산업을 DL홀딩스와 DL이앤씨로 인적분할하고, DL홀딩스에서 DL케미칼을 물적분할한다. DL홀딩스와 DL이앤씨는 기존 회사 주주가 지분율에 따라 분할 신설회사의 주식을 나누어 갖게 된다. 분할비율은 DL홀딩스 44%, DL이앤씨 56%이다. DL홀딩스는 석유화학사업부를 물적분할해 DL케미칼을 신설하며 DL홀딩스가 DL케미칼 주식 100%를 보유하는 방식이다.
연결대상 종속회사
연결대상 종속회사들이 영위하는 사업은 석유화학 (DL케미칼), 에너지 디벨로퍼 (DL에너지), 호텔(글래드호텔앤리조트), 자동차 부품 (DL모터스) 등이 있음

## 주요사업
순수 지주회사로, 주요 수입원은 자회사로부터 받는 배당수익, 브랜드 수수료, 임대 수익 등이 있다.